# Brodziatyn (Białoruś)
Brodziatyn (biał. Брадзяцін, Bradziacin; ros. Бродятин, Brodiatin) – wieś na Białorusi, w obwodzie brzeskim, w rejonie małoryckim, w sielsowiecie Hwoźnica.
Znajduje się tu cmentarz prawosławny z kaplicą pw. św. Jana Teologa, podlegającą parafii w Hwoźnicy.

## Historia
Wieś Brodiatyn ekonomii brzeskiej w drugiej połowie XVII wieku. 
W XIX i w początkach XX w. położony był w Rosji, w guberni grodzieńskiej, w powiecie brzeskim.
W dwudziestoleciu międzywojennym leżał w Polsce, w województwie poleskim, w powiecie brzeskim, w gminie Miedna. Po II wojnie światowej w granicach Związku Sowieckiego. Od 1991 w niepodległej Białorusi.